# Nowosielce (powiat przeworski)
Nowosielce – wieś w gminie Przeworsk, w powiecie przeworskim, w województwie podkarpackim. Leżą kilometr na południe od międzynarodowej trasy E40.
Miejscowość jest siedzibą rzymskokatolickiej parafii św. Marii Magdaleny.

## Części wsi
| SIMC    | Nazwa   | Rodzaj    |
| ------- | ------- | --------- |
| 0609132 | Cesin   | część wsi |
| 0609149 | Folwark | część wsi |
| 0609155 | Górówka | część wsi |
| 0609161 | Marynów | część wsi |

## Historia
Wieś została założona w połowie XIV wieku. W drugiej połowie tegoż wieku była już w niej parafia. Dokument z dnia 17 lipca 1393 roku w którym biskup przemyski Maciej nadaje kapitule dziesięcinę wymienia również Nowosielce (Nouaszedlicz). Dokumentem z dnia 4 listopada 1432 papież Eugeniusz IV zatwierdza układy biskupa Macieja dotyczące dochodów kapituły przemyskiej między innymi z parafii Nowosielce.
Prawdopodobnie pierwszym właścicielem był Jan z Tarnowa herbu Leliwa albo jego syn Spytek z Jarosławia, który zapoczątkował linię Tarnowskich/Jaroslawskich, właścicieli Jarosławia, Przeworska i wielu okolicznych wsi. W rękach Jarosławskich wieś pozostała do początku XVI wieku, chociaż na przestrzeni XV wieku pojawiają się w Aktach Ziemskich Przeworskich dzierżawcy między innymi bracia Jan, Piotr i Baltazar Dolińscy. Ostatni z rodu Hieronim Jarosławski zmarł bezpotomnie w 1521 roku w wieku ok. 22 lat. Następnie właścicielami są Tarnowscy. W 1531 roku w zapisach jako właściciel wsi Nouossyelcze występuje Jan z Tarnowa wojewoda ruski i sandomierski.
W 1624 r. podczas najazdu Tatarów pod wodzą Kantymira na Małopolskę wieś Nowosielce jako jedyna oparła się najeźdźcom, nie ulegając popłochowi. Z inicjatywy miejscowego proboszcza ks. Piotra Kisiela i pod wodzą swojego wójta, byłego żołnierza Michała Pyrza, chłopi wytrzymali czterodniowe oblężenie kościoła, w którym schronili się ze swoim dobytkiem. W roku 1936 na tę cześć społeczeństwo usypało kopiec. 29 czerwca 1936 we wsi odbyło się poświęcenie kopca Michała Pyrza, połączone z wielką manifestacją chłopską (na błoniach wsi Grzęska zgromadziło się ok. 150 tys. uczestników z całej Polski, w tym 65 tys. chłopów z 50 sztandarami i trzema orkiestrami z powiatu jarosławskiego, 40 tys. – z łańcuckiego, 25 tys. – z przeworskiego, 15 tys. – z Lubelszczyzny), w proteście przeciwko rządom sanacji (domagano się amnestii dla więźniów politycznych, rządów prawa, zmian w ordynacji wyborczej, przeprowadzenia nowych wyborów). Na tę uroczystość przybyli do Nowosielec m.in. generalny inspektor sił zbrojnych gen. dyw. Edward Śmigły-Rydz, dowódca Okręgu Korpusu nr X w Przemyślu gen. bryg. Wacław Scaevola-Wieczorkiewicz, wojewoda lwowski Władysław Belina-Prażmowski oraz biskup przemyski Franciszek Barda. Była to jedna z największych uroczystości chłopskich w Polsce międzywojennej.

## Kościół
Parafia w Nowosielcach została erygowana w 1384 roku, przy istniejącym kościele. 19 października 1384 roku Katarzyna wdowa po Frankonie dziedzicu Nowosielec, uposażyła miejscowy kościół. W 1595 roku kościół pw. św. Krzyża, Wniebowzięcia NMP, św. Jana Ewangelisty, św. Marii Magdaleny, św. Antoniego, św. Katarzyny, św. Leonarda z Abbaty (Ecclesia 1595. per Joannem Demetriom Solikowski Archi-Eppum Leopoliensem s. T.S. Crucis, Assumpt B.M. V., s. Joannis Evang., Mariae Magdalenae, Antonio, Catherinae, Leonardii Abbatis & OO. SS. consecrata) był konsekrowany przez abp lwowskiego Jana Dymitra Solikowskiego.

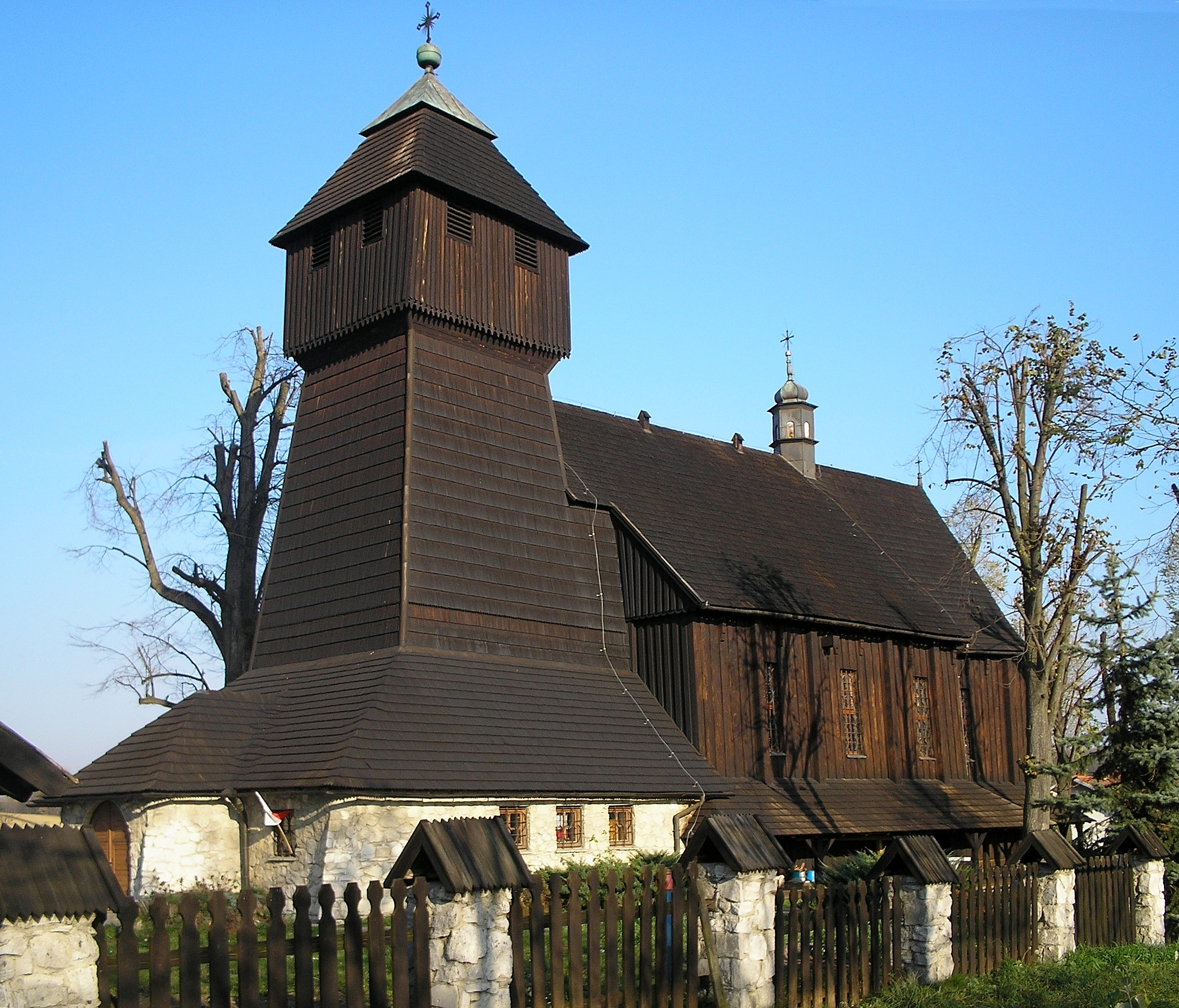
Kościół w Nowosielcach

## Oświata
Początki szkolnictwa parafialnego w Nowosielcach są datowane na 1840 rok. Szkoła była w organistówce obok kościoła parafialnego.
W 1868 roku szkoła została zmieniona na państwową trywialną. W latach 1878–1879 zbudowano drewniany budynek szkolny.
W latach 1916–1917 zbudowano nowy drewniany budynek szkolny. W latach 1932–1933 zbudowano murowany budynek szkolny. W 1957 roku dokonano remontu szkoły, a w 1968 roku rozbudowano szkołę. W 1999 roku zorganizowano 6-letnią szkołę podstawową i 3-letnie gimnazjum. W latach 2002–2008 zbudowano budynek gimnazjum i salę gimnastyczną. 1 września 2008 utworzono Zespół Szkół, w skład której weszły Szkoła Podstawowa im. św. Jana Kantego i Gimnazjum im. św. Królowej Jadwigi. Od 2017 roku jest 8-letnia szkoła podstawowa.

## Zabytki i atrakcje turystyczne

### Obiekty zabytkowe
Według rejestru zabytków Narodowego Instytutu Dziedzictwa na listę zabytków wpisane są obiekty:

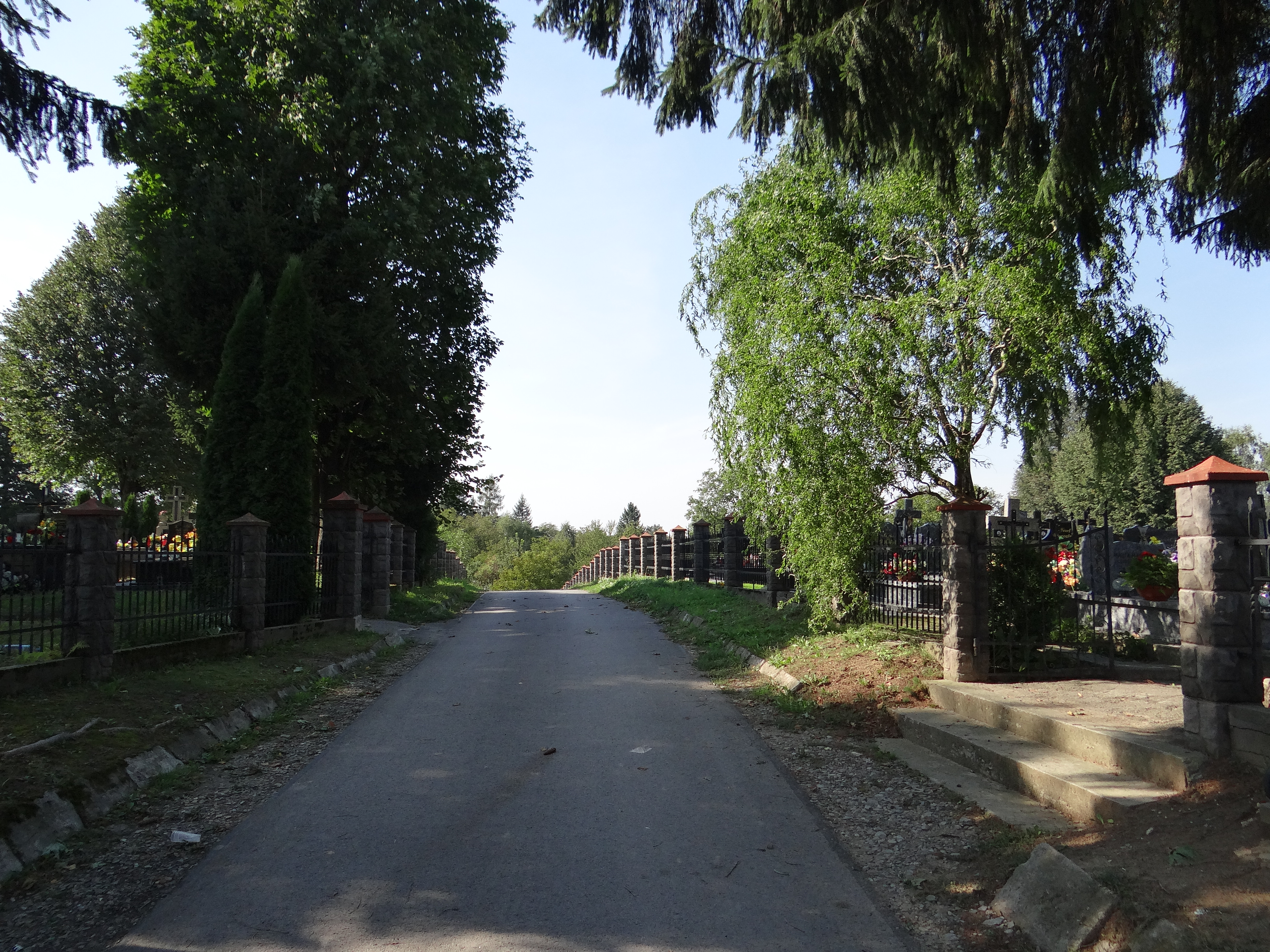
Droga rozdzielająca cmentarz

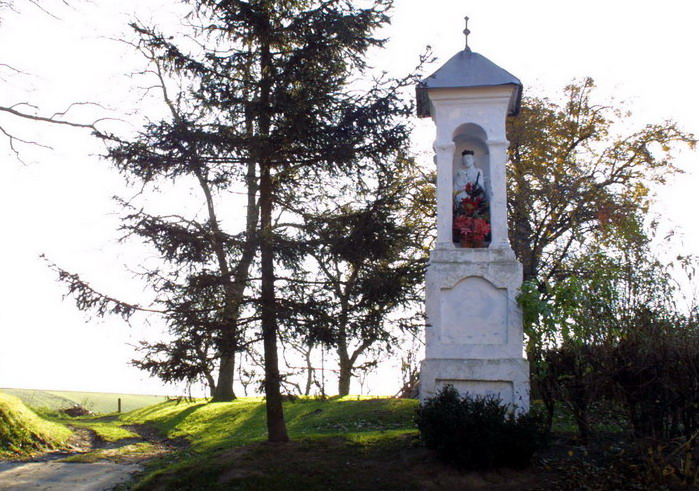
Nepomuk

1. Drewniany kościół parafialny pw. św. Marii Magdaleny (1595, XIX- nr rej. A-306 z 27.11.1952) o charakterze obronnym; kilkakrotnie remontowany. W XVII wieku ludność wsi broniła się w nim przed Tatarami. Od zachodu poprzedza go wyniosła wieża – dzwonnica z silnie nadwieszoną izbicą, po bokach zadaszenia – soboty.
- cmentarz kościelny (nr rej. A-306 z 27.11.1952)

2. Cmentarz rzymskokatolicki (2 części rozdzielone drogą) z połowy XIX wieku (nr rej. A-847 z 25.02.1997)
- 3 kaplice grobowe

3. Dom myśliwski z XIX w. (nr rej. A-840 z 07.11.1996)
- budynek gospodarczy

### Inne
Zabytki kultury materialnej wymienione w Biuletynie Informacji Publicznej PODKARPACIE:
- Kopiec Pyrza usypany w 1936 (Michał Pyrz w 1624 dowodził obroną kościoła przed Tatarami).
- Ślady późnołużyckiego cmentarza ciałopalnego (700-900)[potrzebny przypis].
- Święte Jezioro, gdzie według legendy stała świątynia pogańska, o czym świadczą liczne, metalowe przedmioty, znalezione nad brzegiem jeziora[potrzebny przypis].

## Sport
Pod koniec czerwca 1969 drużyna LZS Nowosielce awansowała do II ligi piłki ręcznej mężczyzn.

## Osoby związane z miejscowością
- Henryk Dyduch (ur. 3 października 1896, zm. wiosną 1940 w Charkowie) – major piechoty Wojska Polskiego, ofiara zbrodni katyńskiej.